# Abdulsalami Abubakar

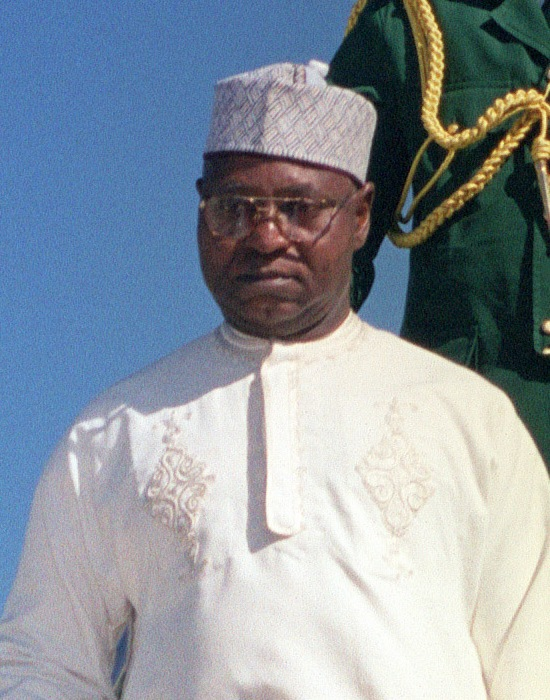
Abdulsalami Abubakar bei einem Staatsbesuch in den USA im September 1998

Abdulsalami Abubakar (* 13. Juni 1942 in Minna) war von 1998 bis 1999 Staatspräsident von Nigeria.

## Soldat
Abubakar stammt aus Minna im heutigen Bundesstaat Niger. Nach dem Schulbesuch in Minna und Bida besuchte er die Technische Hochschule von Kaduna. Er trat am 3. Oktober 1963 zunächst der Luftwaffe bei und wechselte dann zum Heer. Von 1964 bis 1966 war er zur Ausbildung in Deutschland. Anschließend nahm er am Biafra-Krieg teil. 1975 und 1977 besuchte er Lehrgänge in den USA.
Zwischen 1969 und 1979 war er Kommandeur der dritten Mechanisierten Brigade in Kano. Nach einem Einsatz bei UN-Friedenstruppe UNIFIL im Libanon in den Jahren 1981 und 1982 wurde er 1984 zum Oberst befördert. Später war er Kommandeur einer Division in Enugu und wurde in den regierenden Militärrat Armed Forces Ruling Council (AFRC) berufen. Er wurde dann nach Kaduna versetzt und erhielt das Kommando über die erste mechanisierte Division. Während der Militärregierung von Ibrahim Babangida war er Geheimdienstchef.
Am 17. November 1993 wurde er Generalstabschef.

## Präsident
Abubakar hatte sich während seiner militärischen Karriere aus politischen Angelegenheiten weitgehend herausgehalten. Nach dem jähen Tod Sani Abachas am 8. Juni 1998 wurde er am nächsten Tag trotz seiner zu dieser Zeit angegriffenen Gesundheit zu dessen Nachfolger bestimmt. Er setzte ein rasches Demokratisierungsprogramm in Gang, um die Ablösung der seit 1983 bestehenden Militärregierung durch eine Zivilregierung zu ermöglichen. Die politischen Gefangenen wurden entlassen und mit Hilfe internationaler Vermittler wurde versucht, den Sieger der annullierten Präsidentschaftswahlen von 1993, Moshood Abiola, zu überzeugen, seinen Anspruch auf das Amt zurückzuziehen. Abiola starb allerdings unvermittelt am 7. Juli 1998. Nach dem Wahlsieg von Olusegun Obasanjo bei den Präsidentschaftswahlen fand die Amtsübergabe wie im Sommer 1998 angekündigt am 29. Mai 1999 statt.

## Weitere Laufbahn
Er erhielt nach seiner Amtszeit von verschiedenen Staaten und Organisationen Auszeichnungen für die Rückkehr Nigerias zur Demokratie und wurde mehrfach mit diplomatischen Aufgaben betraut. So wurde er im August 2000 zum Sondergesandten der Vereinten Nationen in der Demokratischen Republik Kongo ernannt, drei Jahre später entsandte ihn die Westafrikanische Wirtschaftsgemeinschaft (ECOWAS) als Vermittler nach Liberia, um den dortigen Bürgerkrieg zu beenden.

## Familie
Abubakar ist verheiratet. Seine Frau Fatima arbeitete zum Zeitpunkt, als er sein Amt als Staatsoberhaupt antrat, als Richterin. Er hat drei Söhne und drei Töchter.